# جاگایاپتا
جاگایاپتا (به انگلیسی: Jaggayyapeta) یک منطقهٔ مسکونی در هند است که در Jaggaiahpet mandal واقع شده‌است. جاگایاپتا ۳۲٫۵۰ کیلومتر مربع مساحت و ۵۳٬۵۳۰ نفر جمعیت دارد و ۵۵ متر بالاتر از سطح دریا واقع شده‌است.